# Random House
Random House, Inc. är det största engelskspråkiga bokförlaget i världen. Det har sedan 1998 ägts av det tyska privata mediabolaget Bertelsmann.

## Historia
Random House grundades 1927 av amerikanerna Bennett Cerf och Donald Klopfer, två år efter att de köpt Modern Library imprint. Första utgivna bok var en utgåva av Voltaires Candide 1928. 
På 1930-talet gav Random House ut den första amerikanska utgåvan av James Joyces Ulysses och knöt till sig flera prominenta författare som Isak Dinesen, William Faulkner och Jean de Brunhoff. De har genom åren varit förläggare för åtskilliga nobelpristagare i litteratur. 
Efter andra världskriget expanderade Random House till att bli ett internationellt förlag med en bred utgivning i flera länder. I början av 1970-talet sålde Random House 60 miljoner inbundna böcker per år. 
2012 slogs det samman med bokförlaget Penguin under det gemensamma namnet Penguin Random House. 